# Барибаев, Жубаныш
Жубаныш Барибаев (21 октября 1898, бывший аул Жылбулак, Мойынкумская волость, Верненский уезд, Семиреченская область — 15 марта 1927, там же) — советский казахский государственный деятель.

## Биография
Учился в Верненской мужской гимназии. Происходит из племени Сарыуйсын.
С 1917 года — сотрудник Семиреченского областного отдела по делам национальностей. В 1918—1919 годах — член областной комиссии по борьбе с голодом.
В 1919 году вступил в ряды Красной Армии, рядовой на Семиреченском фронте, активно участвовал в формировании национальных частей.
В 1920 году — председатель Нарынского уездного ревкома, председатель Пишпекского (ныне г. Бишкек) уездного исполкома, председатель особой комиссии ТуркЦИК по устройству беженцев в Семиречье.
В 1921—1924 годах ответственный секретарь обкома, председатель облисполкома, первый секретарь Жетысуского обкома партии.
В 1924—1926 годах — первый секретарь Джетысуйского губкома партии.
Член ЦК Компартии Туркестана (1924 год). В 1925 году делегат XIV съезда коммунистической партии.
В 1926—1927 годах — в Ялте на излечении в туберкулезном санатории.
Умер от туберкулеза 16 марта 1927 года в родном ауле.

## Память

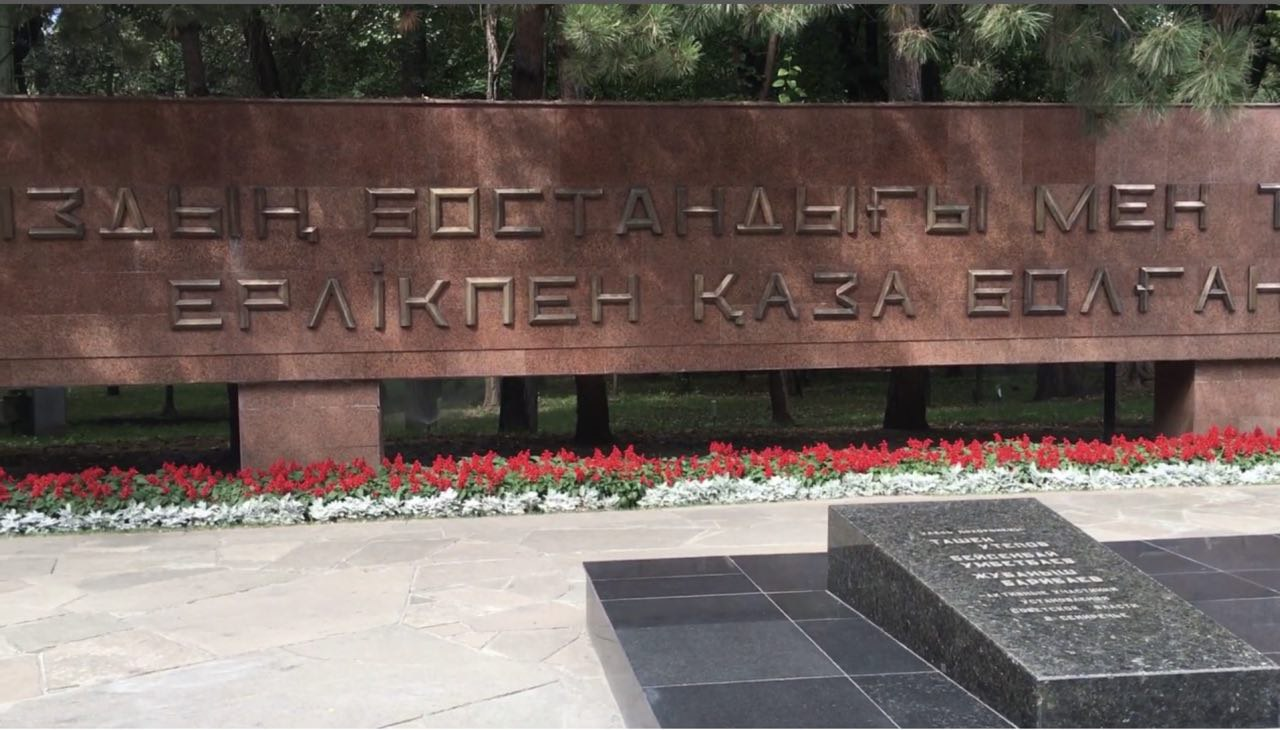
Братская могила в парке 28 гвардейцев-панфиловцев город Алматы

В память о нём получила название улица Барибаева в Алматы. Похоронен в парке 28 Панфиловцев.